# ژئوبلاکینگ
ژئوبلاکینگ (انگلیسی: Geo-blocking) فناوری است که دسترسی به محتوای اینترنت را بر اساس موقعیت جغرافیایی کاربر محدود می‌کند. در طرح انسداد جغرافیایی، مکان کاربر با استفاده از تکنیک‌های موقعیت جغرافیایی اینترنت ، مانند بررسی آدرس IP کاربر در برابر لیست سیاه یا لیست سفید، حساب‌ها، و اندازه‌گیری تأخیر سرتاسر اتصال شبکه برای تخمین موقعیت فیزیکی تعیین می‌شود. نتیجه این بررسی برای تعیین اینکه آیا سیستم دسترسی به وب سایت یا محتوای خاص را تأیید یا رد می‌کند استفاده می‌شود. موقعیت جغرافیایی ممکن است برای اصلاح محتوای ارائه شده، به عنوان مثال، ارزی که کالاها با آن قیمت گذاری شده‌است، قیمت یا محدوده کالاهای موجود، علاوه بر موارد دیگر، استفاده شود.
این اصطلاح معمولاً با استفاده از آن برای محدود کردن دسترسی به محتوای چندرسانه‌ای پولی در اینترنت، مانند فیلم‌ها و نمایش‌های تلویزیونی، عمدتاً به دلایل حق چاپ و مجوز مرتبط است استفاده می‌شود. کاربردهای دیگری برای انسداد جغرافیایی وجود دارد، مانند مسدود کردن ترافیک مخرب یا اعمال تبعیض قیمت، احراز هویت آگاه از مکان (location-aware authentication)، جلوگیری از کلاهبرداری، و قمار آنلاین (که در آن قوانین قمار بسته به منطقه متفاوت است).
از جمله سایت‌ها و سرویس‌های مشهوری که از ژئوبلاکینگ استفاده می‌کنند می‌توان به سرویس رادیو و استریمینگ موسیقی Pandora Radio، سرویس Netflix (پخش ویدیو به هنگام درخواست)، آمازون و سرویس اشتراک ویدیوی YouTube اشاره کرد. معمولاً هنگامی که کاربر تلاش می‌کند به یک محتوا یا سرویس مسدود شده دسترسی پیدا کند با پیام‌هایی مانند «محتوای درخواست شده در کشور شما قابل دسترسی نیست» یا پیام‌های کلی‌تری نظیر «ممنوعیت دسترسی» روبرو می‌شود.